# Élanion lettré
Elanus scriptus
Espèce
Statut de conservation UICN

 NT  : Quasi menacé
Statut CITES
L'Élanion lettré (Elanus scriptus) est une petite espèce de rapaces du centre de l'Australie.

## Description
Il ressemble beaucoup à l'Élanion d'Australie en dehors d'un « M » noir sur la face inférieure des ailes visible en vol.

## Distribution et habitat
Il habite le centre de l'Australie dans les régions semi-désertiques, boisées ou herbacées.

## Mode de vie
C'est un animal nocturne, se reposant le jour caché dans le feuillage des arbres. Il se nourrit essentiellement d'une espèce de rat : Rattus villosissimus. Quand le nombre de rongeurs augmente, après les pluies, les élanions sont capables de se reproduire rapidement et d'augmenter leur population proportionnellement à celle des rats. Quand le nombre de rats diminue, les élanions en surnombre peuvent se disperser et s'installer dans les régions côtières mais même si elles y nichent, elles n'y restent pas et finissent par disparaitre.